# ザームエル・オッペンハイマー

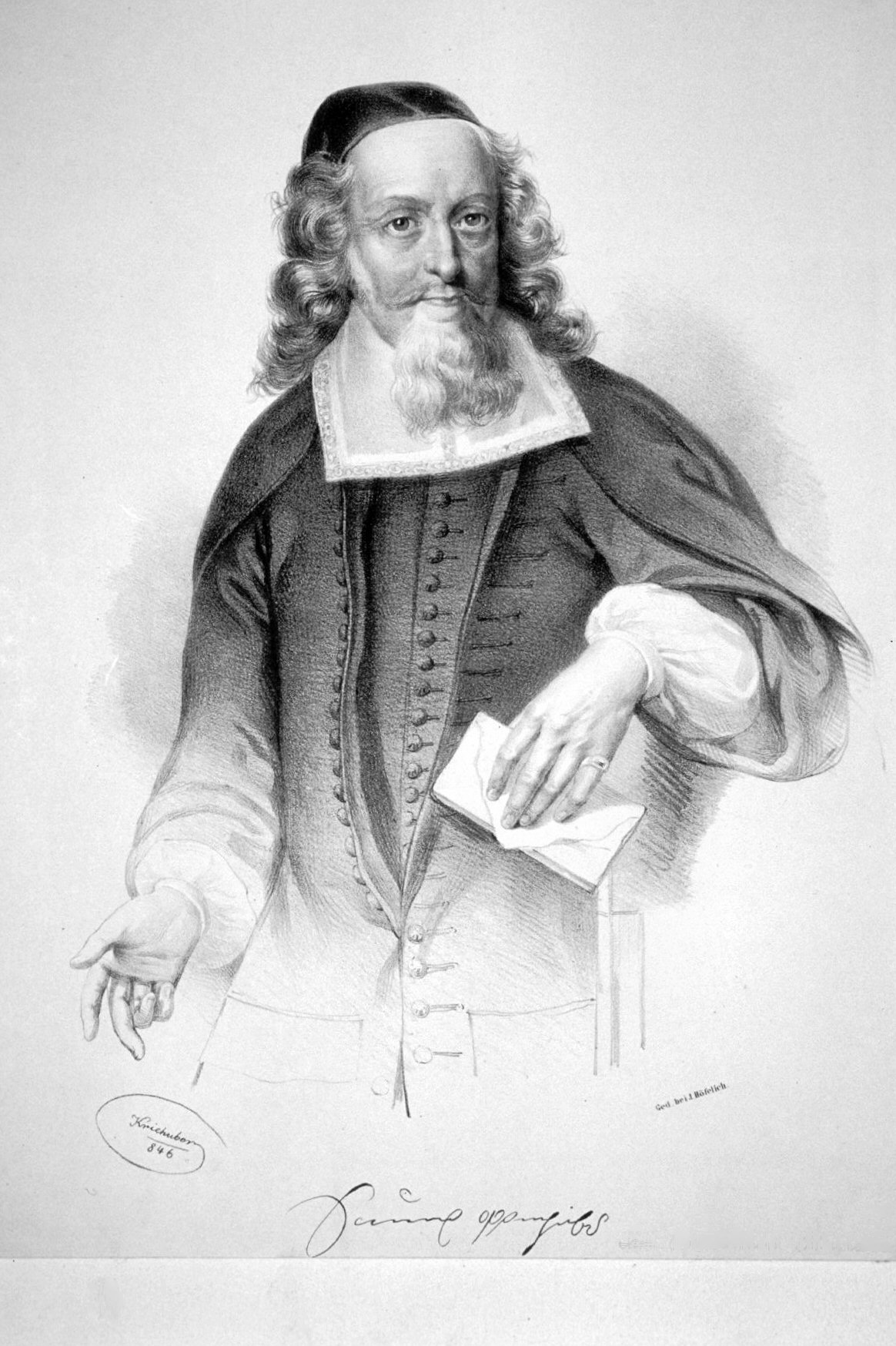
Samuel Wolf Oppenheimer

ザームエル・オッペンハイマー（Samuel Oppenheimer, 1630年頃  - 1703年5月3日 ）は宮廷ユダヤ人の一人。親類にヨーゼフ・ズュース・オッペンハイマー。

## 概要
ザムゾン・ヴェルトハイマーと協調し、レオポルト1世 (神聖ローマ皇帝)の寵愛をほしいままにした。晩年に大トルコ戦争の戦費を援助した。ザームエルのためにオイゲン・フォン・ザヴォイエンはトルコから夥しいヘブライ語文献を買いつけ、それはデビッド・オッペンハイマー図書館の主要な蔵書となった。現在、ボドリアン図書館に所蔵されている。
また、パレスチナに帰還して定住しようとするユダヤ教徒への支援を行った。
1757年から1763年まで、孫のヤコブ（親は子のサイモン）はマイアー・アムシェル・ロートシルトを丁稚として雇った。

## 参考資料
- Bibliography: L. A. Frankl, Wiener Epitaphien, p. xiv.;
- Grätz, Gesch. x. 308, 347, 428, 431;
- Schudt, Jüdische Merckwürdigkeiten, i. 351, 428;
- J. Wertheimer, Juden in Oesterreich, p. 133;
- Wolf, Gesch. der Juden in Wien, 1876;
- Wurzbach, Biograph, Lex. s.v.S. A. Ki.

## 記事資料
- JewishEncyclopedia

By : Isidore Singer & Alexander Kisch